# Hans Christian Nussbaum

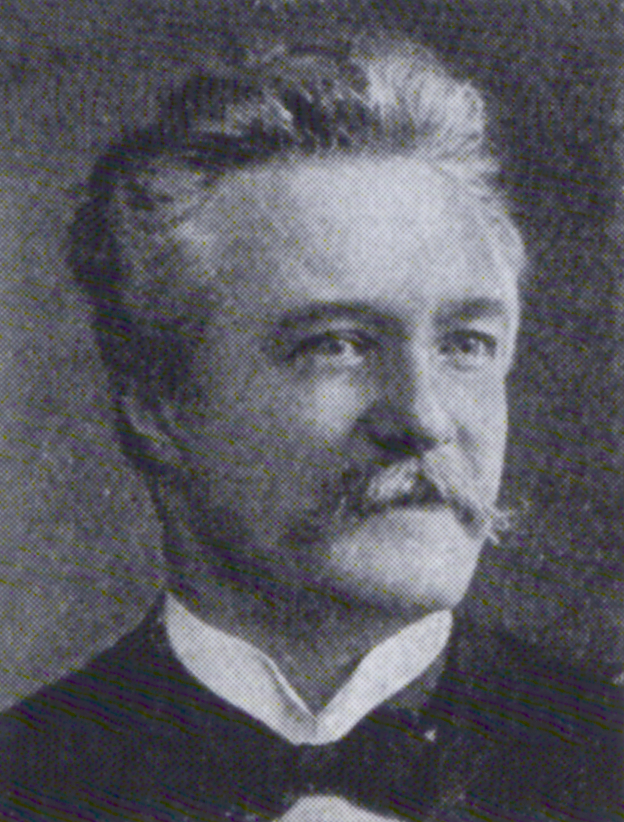
Hans Christian Nussbaum

Hans Christian Nussbaum, auch Nußbaum oder Nuszbaum, (* 20. November 1853 in Hannover; † 16. Mai 1928 ebenda; vollständiger Name: Johann Georg Christian Wilhelm Nussbaum) war ein deutscher Architekt, Hygieniker und Hochschullehrer. 

## Leben
Nussbaum studierte bis 1876 Architektur an der Polytechnischen Schule Hannover und arbeitete von 1879 bis 1884 als Bauführer in Innsbruck und Wien. Ab 1885 studierte er nochmals am Hygienischen Institut der Ludwig-Maximilians-Universität München. Ab 1889 arbeitete er als selbstständiger Architekt in Hannover. 1892 wurde er Dozent für gewerbliche Gesundheitslehre an der Technischen Hochschule Hannover und im gleichen Jahr Mitglied im Architekten- und Ingenieur-Verein Hannover. 1896 verlieh man ihm zunächst den Titel Professor, aber erst 1921 wurde er offiziell zum nichtbeamteten, außerordentlichen Professor an der Hochschule ernannt. 1926 schied er aus dem Lehrkörper der Technischen Hochschule Hannover aus.
Nussbaum war ein Schwager von Wilhelm Kohlrausch.

## Schriften (Auswahl)
- Bau und Einrichtung von Kleinwohnungen. (= Schriften der Centralstelle für Arbeiter-Wohlfahrtseinrichtungen, Band 20.) Heymann, Berlin 1901.
- Gesundheitslehre für den Kaufmann. Ruberti, Leipzig 1902.
- Leitfaden der Hygiene für Techniker, Verwaltungsbeamte und Studierende dieser Fächer. Oldenbourg, München 1902.
- Die Hygiene des Städtebaus. (= Sammlung Göschen, Band 348.) Göschen, Leipzig 1907. (Digitalisat)
- Die Hygiene des Wohnungswesens. (= Sammlung Göschen, Band 363.) Göschen, Leipzig 1907. (Digitalisat)
- Das Wohnhaus und seine Hygiene. Alfred Kröner Verlag, Leipzig 1909. (Digitalisat)
- zusammen mit David Sarason: Das Freilufthaus. Ein neues Bausystem für Krankenanstalten und Wohngebäude. Lehmann, München 1913.